# Waffle (sistema computacional)
Waffle es un Bulletin Board System (sistema de tablón de anuncios) creado por Tom Dell, que funcionaba sobre DOS y posteriormente sobre Unix. El software era único en muchos sentidos, incluyendo el hecho de que todos los ficheros de configuración eran ficheros de texto legibles, y que tenía soporte completo para UUCP sobre la plataforma DOS.
Se creó un grupo de noticias de Usenet, comp.bbs.waffle, para debatir sobre el sistema de BBS Waffle. La última versión parece ser la 1.65.
Era posible enlazar Waffle (sobre DOS) a Fidonet usando utilidades de pasarela externas.
- Datos: Q5857087